# سانتا ماريا دي غيا دي غران كناريا
بلدية سانتا ماريا دي غيا دي غران كناريا (بالإسبانية: Santa María de Guía de Gran Canaria) هي بلدية تقع في مقاطعة لاس بالماس التابعة لمنطقة جزر الكناري جنوب غرب إسبانيا.

## الديموغرافيا
بلغ عدد سكان بلدية سانتا ماريا دي غيا دي غران كناريا 14.306 نسمة عام 2011 (وفقاً للمعهد الوطني للإحصاء الإسباني).
| 13.117 | 13.897 | 14.171 | 14.086 | 14.081 | 14.069 | 14.306 |

## أعلام
- براوليو غارسيا